# بئاتریس کلومینا
بئاتریس کلومینا یک تاریخ‌نگار معماری است. او در سال ۱۹۸۲ از اسپانیا به دانشگاه کلمبیا رفت. در سال ۱۹۸۸ به دانشکده معماری دانشگاه پرینستون رفت و بعدتر مدیر بخش مطالعات تحصیلات تکمیلی شد. او مدیر مؤسس برنامهٔ رسانه و مدرنیته در دانشگاه پرینستون است در سال ۲۰۰۳ به عنوان عضو هیئت علمی دانشگاه اولد دامینیون انتخاب شد.
او به‌طور گسترده دربارهٔ پرسش‌های معماری و مؤسسات بازنمایی مدرن، به ویژه رسانه‌های چاپی، عکاسی، تبلیغات، فیلم و تلویزیون نوشته‌است. کتاب‌های او شامل حریم خصوصی و تبلیغ: معماری مدرن به عنوان رسانه جمعی (۱۹۹۴)، برنده جایزه بین‌المللی کتاب ۱۹۹۵ مؤسسه معماران آمریکا؛ جنسیت و فضا (ویراستار، ۱۹۹۲)، برنده جایزه بین‌المللی کتاب مؤسسه معماران آمریکا سال ۱۹۹۳ و تولید معماری (ویراستار، ۱۹۸۸) هستند. او همچنین مقاله ای در کتاب جنسیت معماری (آبرامز، ۱۹۹۶) منتشر کرده‌است. او نویسنده مقالات متعدد است و به صورت گسترده‌ای در سراسر جهان سخنرانی کرده، از جمله موزه هنرهای مدرن در نیویورک؛ مؤسسه معماری ژاپن، توکیو؛ مرکز هنر و معماری معاصر در استکهلم؛ و بنیاد هنر دی‌آی‌ای در نیویورک.
کلومینا در هیئت تحریریه نشریاتی مانند اسمبلج، دیدالوس و گری روم بوده‌است.
او همچنین کمک‌های مالی بسیاری از موسساتی چون مؤسسه معماری شیکاگو، بنیاد لوکوربوزیه و مرکز مطالعات پیشرفته هنرهای تجسمی در واشینگتن دریافت کرده‌است. اخیراً، کلومینا یک کمک مالی از بنیاد گراهام برای پروژه تحقیقاتی اش «معماری اشعه ایکس: بیماری به مثابه استعاره» دریافت کرد.

## آثار منتشر شده
- ۱۹۹۲ جنسیت و فضا، نشر معماری پرینستون.
- ۱۹۹۶ حریم خصوصی و تبلیغات: معماری مدرن به عنوان رسانه جمعی, نشر ام آی تی.
- ۲۰۰۷ زندگی خانوادگی در جنگ، نشر ام آی تی.